# Wikipedia tiếng Litva
Wikipedia tiếng Litva là phiên bản tiếng Litva của Wikipedia. Nó là một bách khoa toàn thư tiếng Litva lớn nhất và có tính mở trên Internet. Phiên bản này hoạt động đầu tiên vào năm 2003, tuy nhiên số bài viết chỉ thật sự phát triển vào năm 2004. Vào ngày 14 tháng 12, năm 2005, Wikipedia tiếng Litva đạt mốc 10.000 bài viết và vào ngày 26 tháng 2 năm 2006 đạt mốc 40.000 bài viết. Sau đó, vào ngày 1 tháng 8 năm 2007 là 50.000 bài viết, và nó đã đạt 100.000 bài vào ngày 18 tháng 1 năm 2010. Tính đến tháng 7 năm 2025, Wikipedia tiếng Litva có khoảng 223.000 bài viết.

## Hình ảnh

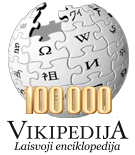
Biểu trưng kỷ niệm 100.000 bài viết tại Wikipedia tiếng Litva